# Blutaparon vermiculare
Blutaparon vermiculare är en amarantväxtart som först beskrevs av Carl von Linné, och fick sitt nu gällande namn av Mears. Blutaparon vermiculare ingår i släktet Blutaparon och familjen amarantväxter.

## Underarter
Arten delas in i följande underarter:
- B. v. aggregatum
- B. v. longispicatum
- B. v. vermiculare

## Bildgalleri

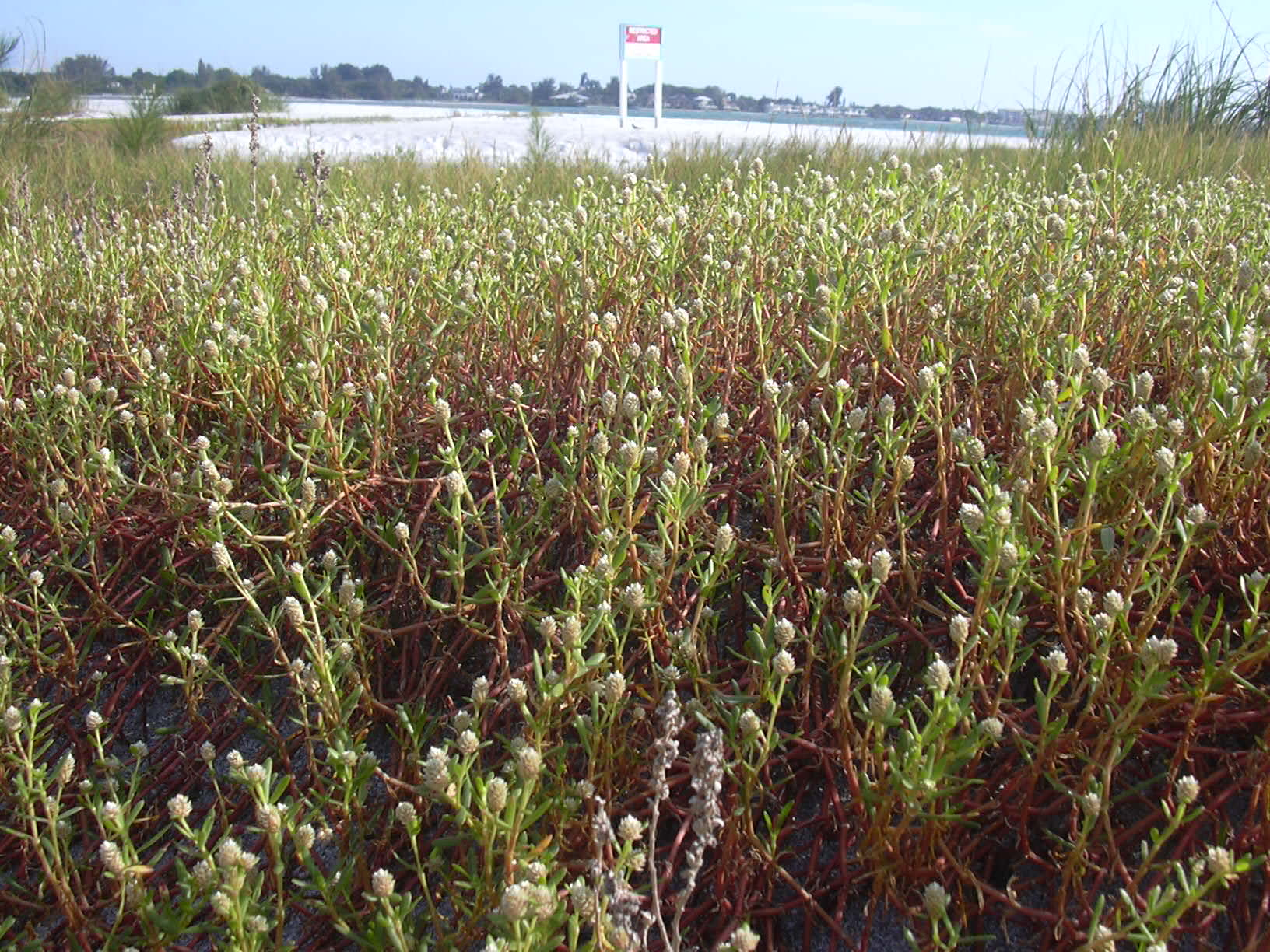
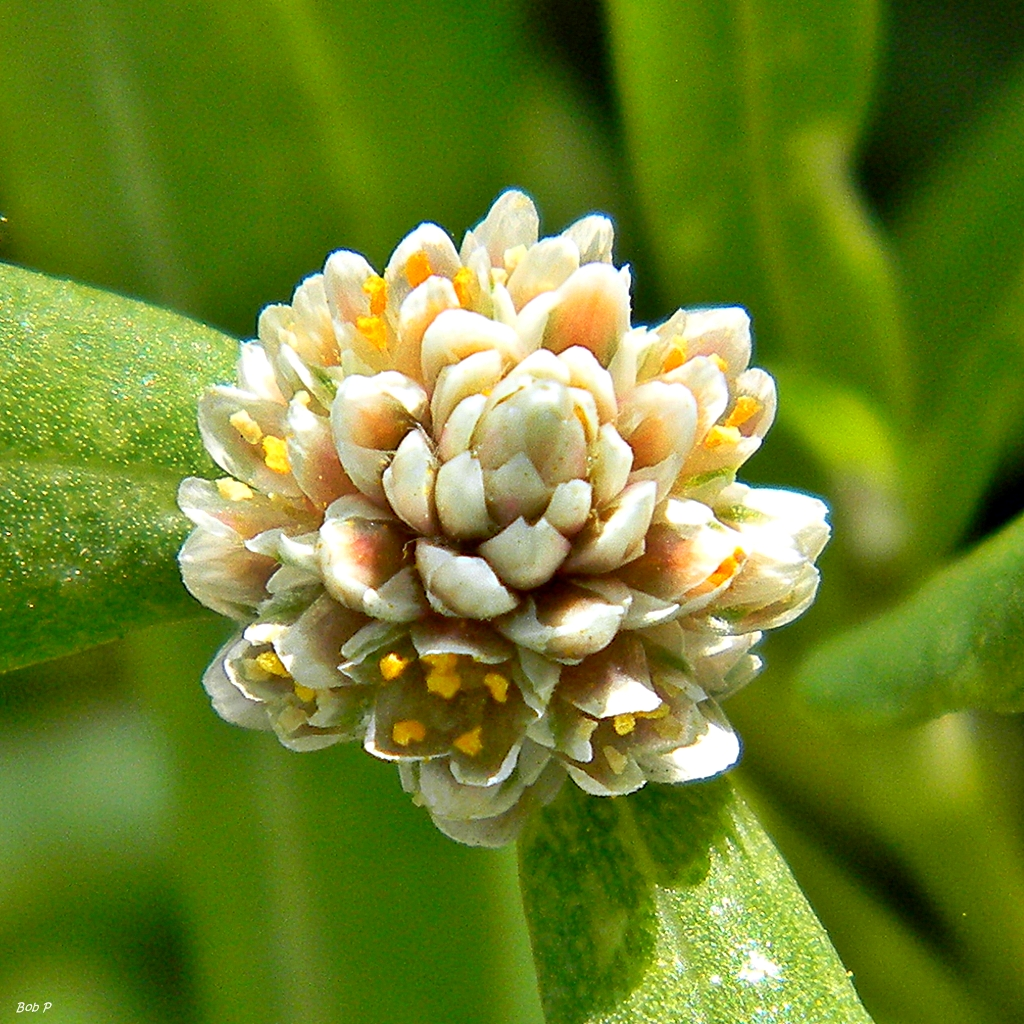